# Multatuli

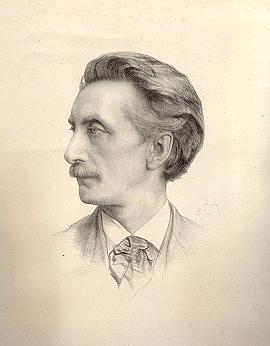
Multatuli

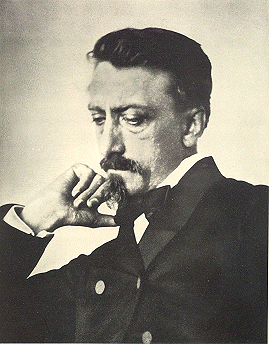
Multatuli

Multatuli, vlastním jménem Eduard Douwes Dekker (2. března 1820, Amsterdam, Nizozemsko – 19. února 1887, Ingelheim nad Rýnem, Německo), byl nizozemský spisovatel. Do češtiny byl mimo jiné přeložen jeho světoznámý román Max Havelaar.
Eduard Douwes Dekker pracoval jako koloniální úředník v Nizozemské východní Indii (dnešní Indonésie), kam dorazil v devatenácti letech, a kde se dle jeho vlastních slov jeho „duše probudila“, ale kde byl také svědkem zlořádu pod taktovkou nizozemské koloniální vlády. Jeho nejznámějším dílem je kritický román Max Havelaar (1860, česky 1947 a 1974), ve kterém na základě vlastních zkušeností odsoudil zacházení nizozemských úředníků a domorodých vládců s místními obyvateli. Při vydání této knihy poprvé použil pseudonym Multatuli, který pochází z latinského „multa tuli“, což znamená „mnoho jsem trpěl“.
V červnu 2002 prohlásila Společnost pro nizozemskou literaturu (Maatschappij der Nederlandse Letterkunde) Maxe Havelaara za nejvýznamnější nizozemsky psané literární dílo všech dob. V roce 2004 skončil Multatuli na třicátém čtvrtém místě v anketě Největší Nizozemec.

## Životopis

### Období 1820-1855
Eduard Douwes Dekker se narodil v amsterdamské ulici
Korsjespoortsteeg, ve které se dnes nachází Multatuliho muzeum, do rodiny hlásící se k mennonitům. Jeho otec, Engel Douwes Dekker, byl lodní kapitán a jeho matka, Sietske Eeltjes Klein, žena v domácnosti. Eduard byl inteligentní dítě, navštěvoval
latinskou školu. Již velmi brzy si kladl kritické otázky ohledně víry a psal básně. Po dvou, nebo třech letech z latinské školy odešel, aniž by studia
dokončil, a v roce 1838 odcestoval na palubě lodi, které velel jeho otec, do Nizozemské východní Indie, do jejíhož hlavního města ležícím na ostrově Jáva, Batávie, dorazili roku 1839. Eduard Douwes Dekker tam nastoupil do služeb nizozemské správy jako nižší úředník Účetního dvora. V následujících letech se dočkal povýšení, i když se mu práce s financemi příliš nezamlouvala. Batávie, kde rok a půl vedl veselý a činorodý život daleko od nizozemského maloměšťáckého prostředí, se mu začala stále více protivit. Protože si navíc nadělal dluhy z hazardních her, ucházel se u generálního guvernéra o místo na jiném ostrově.
V roce 1842 byl Douwes Dekker jmenován kontrolorem v neklidném okresu Natal na západním pobřeží Sumatry. Pod jeho vedením však došlo k finančnímu schodku, za což si vysloužil vážnou důtku od místního guvernéra. To Douwesovi Dekkerovi vyneslo nálepku muže beze cti, což se ho mimořádně dotklo. V době, kdy byl dočasně suspendován, a kdy dle svých slov trpěl i hladem, napsal divadelní hru De eerloze (Bezectný), aby se očistil. Později byla hra uvedena jako De bruid daarboven. Tooneelspel in vijf bedrijven. (Nevěsta na výšinách. Drama v pěti dějstvích).
Okolnostem vzniku zmiňovaného schodku se Multatuli obšírně věnoval i v Maxi Havelaarovi. Napsal zde, že schodek vznikl už před jeho příchodem, a to kvůli nezanášení určitých peněžních
částek do účetní evidence. Regionální tajemník, který převzal vedení po suspendovaném Douwesovi Dekkerovi, zase guvernérovi napsal, že Dekker dělal chyby, zanedbával předpisy a nereagoval na stížnosti. Ke zlosti svých kolegů se Douwes Dekker navíc neřídil nepsanými pravidly místního úřednictva, která mimo jiné spočívala v šizení výplat námezdních dělníků.
Z důvodu administrativních nedostatků a vzniklého manka bylo nyní přerušení Dekkerova působení v Natalu definitivní. Poté, co manko doplatil z vlastního, byl odkázán na rentu a přemístili jej na Jávu. Toto však zdaleka nebyl poslední střet v jeho úřednické a později i spisovatelské kariéře.

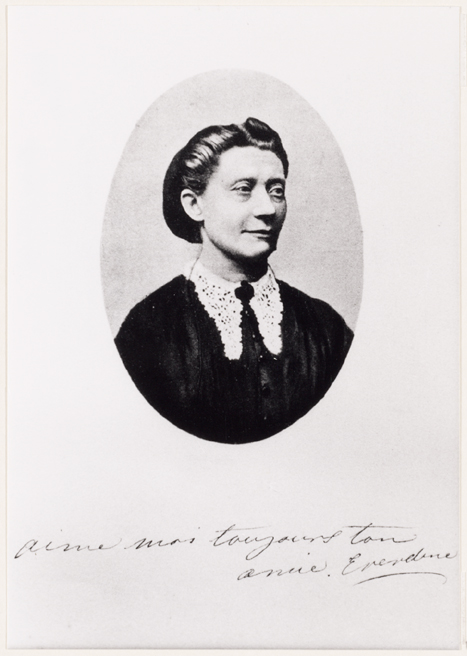
Manželka Everdine Hubertine van Wijnbergen

Zpět na Jávě se roku 1846 oženil s Tine van Wijnbergenovou, neboli Everdinou Hubertou, baronkou z Wijnbergenu, se kterou měl dvě děti. Těžkou zkouškou bylo později
pro Tine zjištění, že Dekker shledává více než příjemnými i jiné ženy, což se ukázalo především až po jejich návratu do Nizozemska na začátku Dekkerovy
spisovatelské kariéry. Určitý čas Dekker pracoval na podřadných pozicích, ale v roce 1848 byl jmenován sekretářem rezidence Manado na ostrově Sulawesi, čímž mu bylo plně dopřáno obnovení kariéry. Dekkerova silného smyslu pro spravedlnost vůči domorodému obyvatelstvu si cenil místní rezident, který jej při svém odchodu doporučil jako svého nástupce. Místní správa s tím však nesouhlasila. Dekker si opět nadělal soukromé dluhy a během své pozdější dovolené v Nizozemsku se navíc ukázalo, že po sobě na úřadě také
zanechal manko, jehož přesné příčiny nebyly objasněny. Z doby, kterou Dekker strávil v Manadu, je dále známá jeho řeč k domorodým vůdcům, která vykazuje silnou podobu se slavnou řečí z Lebaku, kterou Multatuli jako spisovatel později zpracuje v Maxi Havelaarovi.
Ke konci roku 1851 se Dekker vyšplhal po kariérním žebříčku o jednu příčku výš díky tomu, že byl jmenován asistentem rezidenta na ostrově Ambon. Ze zdravotních důvodů však už
po pár měsících dostal povolení k dlouhodobé dovolené v Nizozemsku, kde pobýval od roku 1852 do května roku 1855. V Nizozemsku měl mnoho plánů, mimo jiné i na vydávání knih, ale uskutečnil jich jen málo. Také zde, zjevně v naivní představě, že se mu peníze pohrnou od manželčiny rodiny, utratil víc, než mu dovoloval obnos k vyčerpání během dovolené určený.
Navzdory svému pozdějšímu spisovatelskému úspěchu byl Multatuli téměř celý život pronásledován věřiteli. K tomu se ještě přidávaly jeho opakující se pokusy zvrátit osud v kasinu u rulety. To se však nikdy nepodařilo. O těchto pokusech referuje Multatuliho kniha Millioenen-studiën (Milionové studie).

### Případ Lebak
Po příjezdu do Batávie ke konci roku 1855 byl Eduard Douwes Dekker jmenován asistentem rezidenta v Lebaku na Jávě. Dekker neuměl hospodařit s penězi, mimo jiné i
kvůli své štědrosti, ale jeho budoucnost vypadala slibně. Pracovně se mu vedlo dobře a pravděpodobně by byl povýšen na rezidenta s adekvátním platem. Vše
se ale nakonec seběhlo jinak. V Lebaku čelil hrubému zneužívání moci ze strany místních indonéských vládců. Navíc z řady náznaků usoudil, že jeho
předchůdce Carolus (v knize Max Havelaar označen jako Slotering) byl otráven domorodým regentem.
Dekker se domníval, že se tak stálo kvůli předchůdcově snaze posvítit si na již zmíněné zneužívání moci v Lebaku. 29. března 1856 požádal Dekker o čestné propuštění poté, co jím vznesené obvinění na regenta Lebaku, který nelítostně vykořisťoval svůj lid, bylo Nizozemsko-indonéskou správou zrušeno.
Dekker už dál nemohl, nebo nechtěl zůstávat ve službách úřednické špičky, která přivírá oči, když jsou místní obyvatelé například okrádáni o buvoly ve prospěch domorodých regentů.
Když Dekkera nechtěl přijmout ani generální guvernér Duymaer van Twist, aby vyslechl jeho námitky, byla to pro něj poslední kapka. Snaha nalézt si jiné zaměstnání na Jávě se ukázala zbytečnou a rok na to se s konečnou platností vrátil do Evropy. Tam se pár let potuloval sám bez práce po Nizozemsku, Belgii, Německu a Francii. V roce 1859 se do Evropy vrátila i Tine s dětmi, čímž se Dekkerova finanční situace stále zhoršovala.

### Vznik a publikováníMaxe Havelaara
Ještě v roce 1859 napsal Douwes Dekker pod pseudonymem Multatuli v Bruselu knihu, jejíž plný název zní Max Havelaar, of De koffij-veilingen der Nederlandsche Handel-Maatschappij (1860, česky v roce 1947 jako Max Havelaar (dražební řízení v holandské obchodní společnosti) a v roce 1974 jako Max Havelaar neboli kávová burza nizozemské obchodní společnosti). V Maxi Havelaarovi Multatuli působivě odkryl zločiny páchané v Nizozemské východní Indii, kterých byl svědkem z bezprostřední blízkosti, a proti kterým marně zasahoval. A tak se zde objevují poutavé příběhy (např. Saidjah a Adinda) o vlivu zneužívání moci na obyvatelstvo. V postavě kávového makléře Droogstoppela se objevuje nesmrtelná karikatura holandského kalvinistického podnikatele, který ve své zbožné zištnosti, napůl naivně, napůl mazaně, udržuje systém útlaku při životě, přičemž má jen zkreslenou představu o tom, co se děje na druhém konci světa. Kniha kromě zajímavých rozhovorů popisujících dobu, kterou Multatuli strávil na Sumatře, dále obsahuje doslovné reprodukce úředních záznamů, které Douwes Dekker posílal i obdržel jako asistent rezidenta
v Lebaku, čímž se čtenáři stále více vyjasňuje skrytá pravda.
Již rukopis této knihy, která se o tehdejší vládní kultuře ve Východní Indii vyjadřuje velmi kriticky, silně zapůsobil ve vládních kruzích Nizozemska. Následovala jednání přímo s Multatulim, ale rovněž za jeho zády, jejichž cílem bylo obstarat mu příhodné zaměstnání v Západní Indii pod podmínkou, že upustí od publikování knihy. Multatuli se však odmítl nechat uklidit na Surinam nebo Nizozemské Antily a na vydání trval.
Reakce na knihu se v Nizozemsku různily od šokovaného odporu po nadšený obdiv, přestože se objevily pokusy autora zdiskreditovat a knize nevěnovat žádnou pozornost. Bez úspěchu. Max Havelaar se prodával po celé Evropě a dočkal se obdivu. K Multatuliho lítosti si však lidé knihy cenili hlavně pro její literární kvality, případu z Lebaku a osudu původních obyvatel se už tolik nevěnovali, ačkoliv především kvůli tomu Multatuli knihu psal. Vedle toho se tím snažil o rehabilitaci u nizozemské vlády a o získání řídicí pozice v Nizozemské východní Indii, aby tam mohl uskutečnit potřebné změny. V těchto očekáváních se však v nadcházejících letech hluboce zklamal.

### Spisovatelská dráha a poslední roky

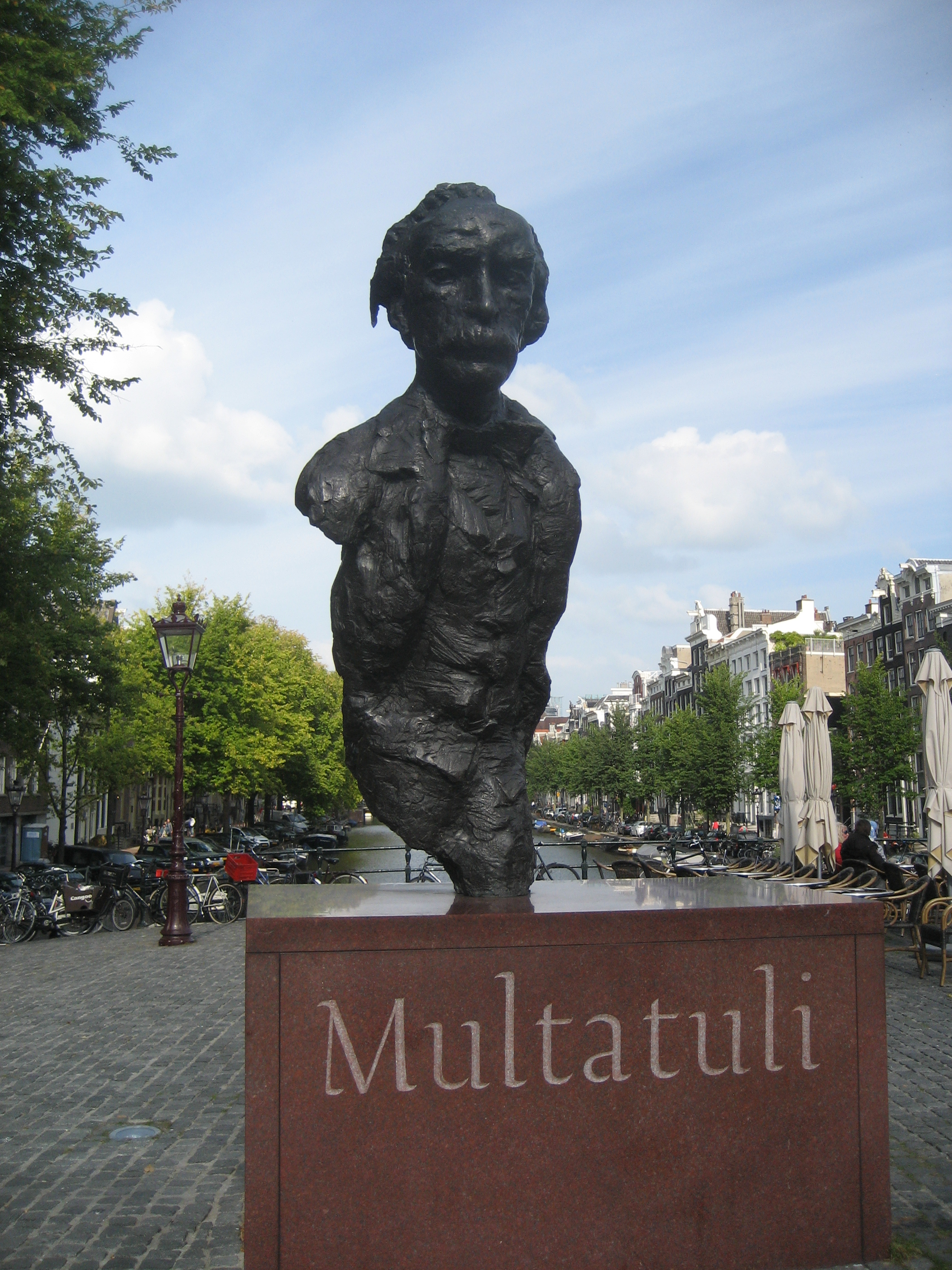
Multatuliho busta v Amsterdamu

Dekker se poté rozhodl, že se nadále bude jako Multatuli věnovat spisovatelské kariéře. V roce 1866, zarmoucený a zklamaný ve svých vysokých očekáváních, emigroval do Německa, kde bydlel po zbytek svého života. Multatuliho dílo si našlo mnoho čtenářů a jeho stylistické kvality se všude dočkaly uznání. Podíl na tom měly kromě dalších i jeho Minnebrieven (Milostné listy) a rozmanité sbírky, které vyšly pohromadě pod názvem Ideën (Myšlenky). Byl také jedním z oblíbených spisovatelů Sigmunda Freuda – jeho jméno je v čele seznamu „deseti dobrých knih“, který si Freud napsal v roce 1907.
V roce 1874 zemřela v daleké Itálii jeho žena Tine, se kterou už delší dobu žili odloučeně. Rok na to se v Rotterdamu znovu oženil, a to s Marií Hamminck Schepelovou.
Premiéra Multatuliho hry Vorstenschool (Škola knížat) v Utrechtu se nesla ve znamení potlesku a vzdávání holdu, jednalo se o vrchol jeho spisovatelské kariéry. Zanedlouho na to, v roce 1877, se rozhodl i kvůli špatnému zdravotnímu stavu, ale hlavně proto, že se hluboce zklamal ve svých čtenářích, nadobro skončit s psaním. I nadále se však zapojoval do procesu vydávání dotisků svých děl, která například obohacoval o nové komentáře.
Multatuli zemřel 19. února roku 1887 v šedesáti šesti letech během astmatického záchvatu ve svém domě v Ingelheimu nad Rýnem. O čtyři dny později se Multatuli stal prvním známým Nizozemcem, který měl kremaci. Jeho urna po smrti Hamminck Schepelové putovala do Multatuliho muzea, kde je k nalezení i dnes. Multatuliho popel byl ovšem roku 1948 přemístěn do Multatuliho památníku na hřbitově Westerveld ve vesnici Driehuis.

## Význam Multatuliho díla
Multatuli se na scéně objevil v době, kdy nizozemskou literaturu ještě ovládal protestantský farářský moralismus. To, že se literatura v tomto ohledu ve druhé polovině devatenáctého století výrazně proměnila, je v nemalé míře zásluha Multatuliho vlivu. V jeho nejranějším díle silně rezonoval romantismus, směr, který se Nizozemsku téměř vyhnul. V Maxi Havelaarovi Multatuliho romantické období připomínají rané citáty Heineho a německé básně v Heineho stylu. V průběhu spisovatelské kariéry však Multatuli stále více tíhnul
k ateistickému a realistickému pohledu na svět, jaký vzniknul pod vlivem zejména francouzských osvícenských filozofů. Podle slov Philipa Vermoortela tak Multatuli usiloval o „kombinaci srdce a rozumu“, která se nedá tak snadno zařadit do jednoho literárního směru. Multatuliho tvorbu lze na jednu stranu charakterizovat jako romanticky idealizovanou, na druhé straně vykazuje jeho dílo silnou sociální angažovanost, která vychází z realistického popisu faktů.
Multatuliho dílo se nevyznačuje pravidly a modely. Jedině snad s výjimkou jeho matematických výpočtů v Millioenen-studiën (Milionové studie), které mu měly zajistit úspěch u herního stolu. Jeho již zmíněné Ideën (Myšlenky) jsou aforistické a kritizují společnost. Stylisticky se v nich Multatuli zbavil starých forem a vyjadřuje se v hovorové řeči, která ale i tak svědčí o jeho velké jazykové dovednosti. Kromě Maxe Havelaara, který se jako jeden z mála nizozemských románů proslavil po celém světě, je síla Multatuliho podobenství dále patrná v Geloofsbelydenis (Vyznání víry), v Negende geschiedenis van Gezag z Minnebrieven (Milostné listy) a v Onuitgegeven toneelspel (Nevydaná divadelní hra) na začátku Maxe Havelaara. Z divadelních her se velké oblibě těší především drama ve verších Vorstenschool (Škola knížat), a to pro vtipný sarkasmus a idealistické poselství. 

## Multatuliho dílo v češtině
Nejstarším překladem z Multatuliho díla je Výbor ze spisův, jež napsal Multatuli, který vyšel roku 1903 a mimo jiné obsahuje fragmenty z Minnebrieven (Milostné listy), cyklu Ideën (Myšlenky) a Millioenen-studiën (Milionové studie). Překlad pořídila Krista Nevšímalová a výbor vyšel v nakladatelství Josefa Pelcla. Ve stejném nakladatelství vyšly v roce 1911 další Multatuliho úvahy pod názvem Multatuli to jest mnoho jsem trpěl. Ze skiz Ed. Douwese Dekkera (1820–1887). Součástí Maxe Havelaara je příběh o Saidjahovi a Adindě, který však roku 1860 vyšel i samostatně. Jako Příběh o věrné lásce Saidjaha a Adindy s podtitulem Vesnická povídka z Jávy byl ještě před přeložením Maxe Havelaara vydán v českém překladu Josefa Veselého roku 1926 ve Společnosti červeného kříže. V roce 1932 do češtiny Ludmila Faltová přeložila Příběh malého Waltra Pieterse, vyšel v nakladatelství Družstevní práce. Až po druhé světové válce se českého překladu dočkalo Multatuliho stěžejní dílo. Max Havelaar (dražební řízení v holandské obchodní společnosti) vyšel roku 1947 v překladu Rudolfa Jordána Vonky. V roce 1974 pak Miroslav Drápal pořídil nový překlad a kniha vyšla jako Max Havelaar neboli kávová burza nizozemské obchodní společnosti.

## Výběr z díla
- Geloofsbelydenis (1859, Vyznání víry)
- Max Havelaar neboli kávová burza nizozemské obchodní společnosti (1974, přeložil Miroslav Drápal. Originál Max Havelaar of de koffij-veilingen der Nederlandsche Handel-Maatschappy, 1860, česky vyšel také jako Max Havelaar (dražební řízení v holandské obchodní společnosti), 1947, přeložil R. J. Vonka)
- Minnebrieven (1861, Milostné listy)
- Over vrijen arbeid in Nederlandsch Indië en de tegenwoordige koloniale agitatie (1862, O svobodné práci v Nizozemské Indii)
- Ideën I (1862, Myšlenky I, obsahuje mimo jiné román De Geschiedenis van Woutertje Pieterse, který vyšel česky jako Příběh malého Waltra Pieterse (z cyklu Ideën roku 1932 přeložila Ludmila Faltová)
- Ideën II (1864–1865, Myšlenky II)
- De bruid daarboven. Tooneelspel in vijf bedrijven (1864, Nevěsta na výšinách. Drama v pěti dějstvích), drama
- Ideën III (1870–1871, Myšlenky III)
- Millioenen-studiën (1870–1873, Milionové studie)
- Duizend en eenige hoofdstukken over specialiteiten (1871, Tisíc  a několik kapitol o specialitách)
- Ideën IV (1872, Myšlenky IV)
- Ideën V (1873, Myšlenky V)
- Ideën VI (1873, Myšlenky VI)
- Ideën VII (1874–1877, Myšlenky VII)
- Vorstenschool, drama in 5 bedrijven (1875, Škola knížat, drama v pěti dějstvích)

České názvy děl přejaté ze Slovníku severských spisovatelů (Libri: Praha, 1998)